# Czerwone ciernie
Czerwone ciernie – polski film historyczny z 1976 roku, w reżyserii Juliana Dziedziny. Pierwowzorem scenariusza do filmu było opowiadanie autorstwa Władysława Rymkiewicza pt. Czas pojedna, trawa porośnie.

## Opis fabuły
Akcja filmu rozgrywa się w 1905 roku. Stefan, potomek szlacheckiego rodu, nie bacząc na swoje pochodzenie, staje po stronie łódzkich robotników, sprzeciwiając się wyzyskowi fabrykantów i uciskowi ze wschodu. Postanawia zorganizować pracę konspiracyjną i zbrojny opór przeciwko carowi rosyjskiemu. Ów szlachcic kocha dwie kobiety – Mańkę i Julię. Niespodziewanie okazuje się, że z tą drugą – o czym do tej pory nie wiedział – ma syna, Kamila.

## Obsada aktorska[1]
- Jan Nowicki – Stefan Wojnicz
- Emilia Krakowska – Mańka
- Barbara Wrzesińska – Julia
- Stanisław Jaśkiewicz – ojciec Julii
- Władimir Iwaszow – Władimir
- Mieczysław Hryniewicz – Sułek
- Maria Klejdysz – Sułkowa
- Mieczysław Voit – Legart
- Michał Pawlicki – Sznajder
- Stanisław Michalski – Leśniewski
- Henryk Bista – Rosenblatt
- Jan Padkowski(inne języki) – Kolasa
- Zygmunt Hobot – malarz
- Piotr Łysak – Kamil
- Bolesław Płotnicki – pułkownik
- Henryk Machalica – dyrektor gimnazjum
- Eugeniusz Wałaszek – przemysłowiec
- Andrzej Jurczak – robotnik
- Zygmunt Wiaderny – oficer żandarmerii
- Zdzisław Szymborski – mieszczanin
- Irena Burawska – matka Tomka